# Eilema arizona
Eilema arizona är en fjärilsart som beskrevs av Alfred Ernest Wileman 1910. Eilema arizona ingår i släktet Eilema och familjen björnspinnare. Inga underarter finns listade i Catalogue of Life.